# Groupe mixte au Congrès des députés
Pour les articles homonymes, voir Groupe mixte.
Le groupe parlementaire mixte (en espagnol : grupo parlamentario mixte) est un groupe parlementaire espagnol constitué au Congrès des députés, chambre basse des Cortes Generales.

## Historique

### Constitution
Le groupe parlementaire mixte au Congrès est un groupe parlementaire présent depuis le retour de la démocratie en 1977. Il est créé pour la première fois le 26 juillet 1977 pour la législature constituante.

### Effectifs
| Législature  | Années      | Représentation |
| ------------ | ----------- | -------------- |
| Constituante | 1977-1979   | 15 / 350       |
| Ire          | 1979-1982   | 25 / 350       |
| IIe          | 1982-1986   | 15 / 350       |
| IIIe         | 1986-1989   | 18 / 350       |
| IVe          | 1989-1993   | 17 / 350       |
| Ve           | 1993-1996   | 6 / 350        |
| VIe          | 1996-2000   | 11 / 350       |
| VIIe         | 2000-2004   | 9 / 350        |
| VIIIe        | 2004-2008   | 9 / 350        |
| IXe          | 2008-2011   | 9 / 350        |
| Xe           | 2011-2015   | 18 / 350       |
| XIe          | 2016        | 14 / 350       |
| XIIe         | 2016-2019   | 19 / 350       |
| XIIIe        | 2019        | 18 / 350       |
| XIV          | 2019-2023   | 9 / 350        |
| XV           | Depuis 2023 | 3 / 350        |